# 円山応挙

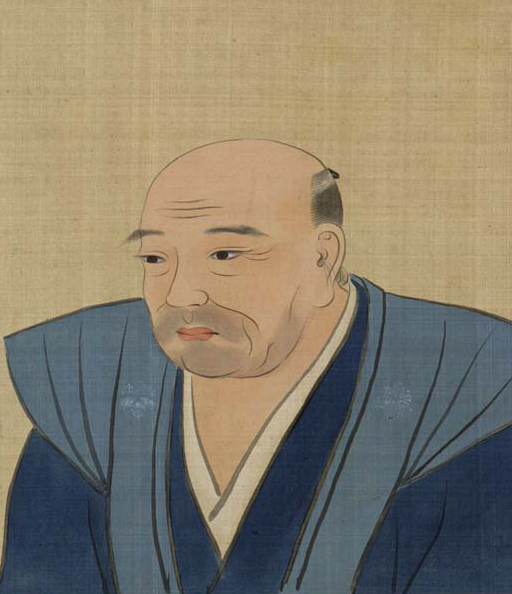
円山応挙肖像『近世名家肖像』より

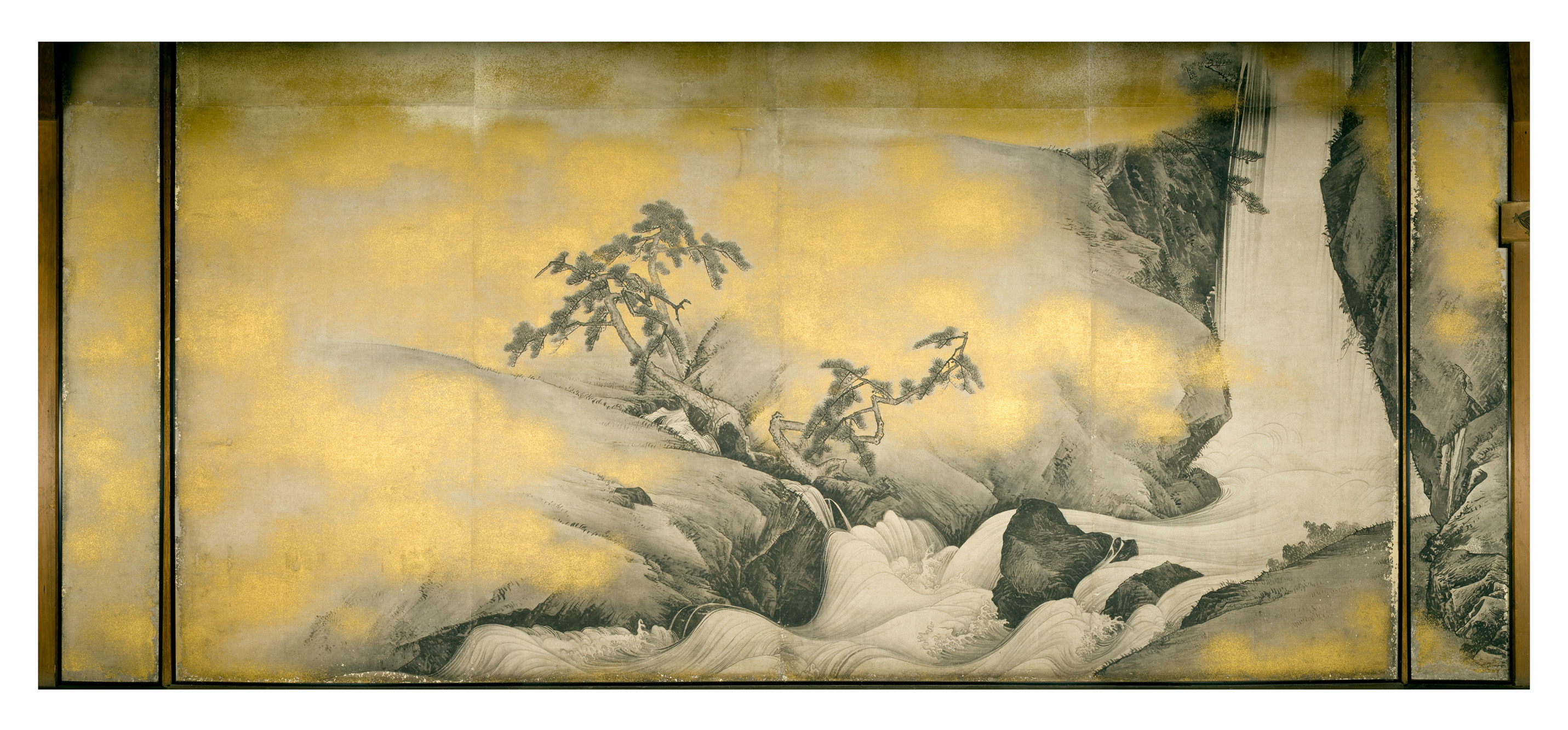
金刀比羅宮表書院障壁画のうち瀑布図

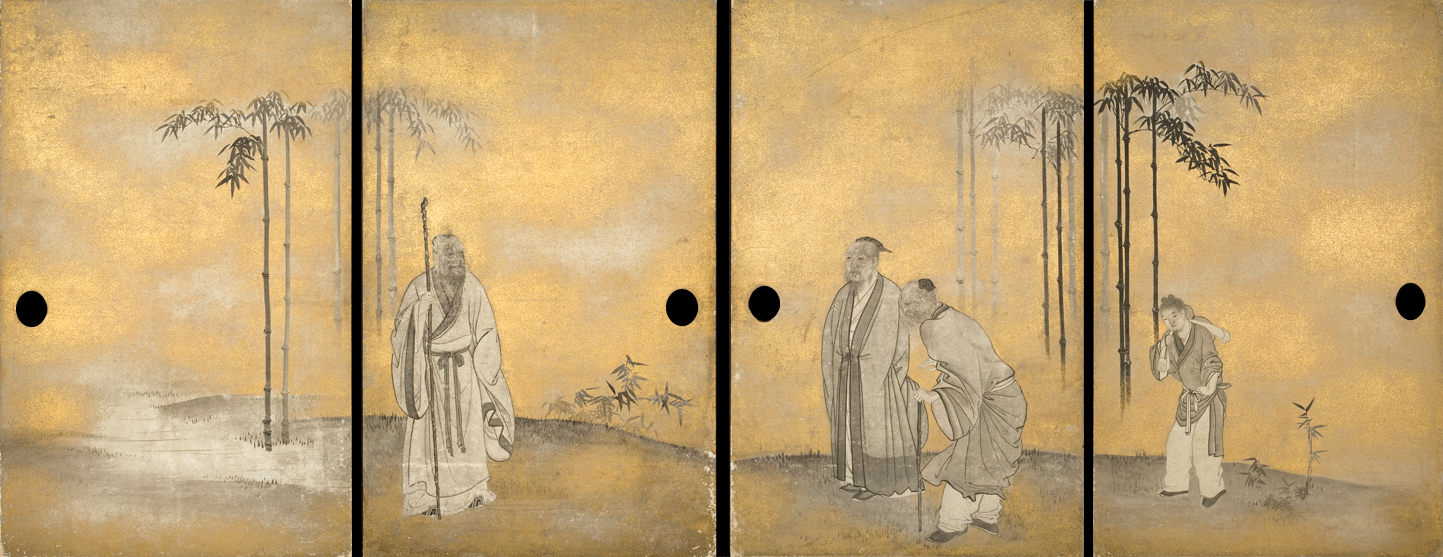
金刀比羅宮表書院障壁画のうち竹林七賢図

円山 応挙（まるやま おうきょ、旧字体：圓山 應擧、享保18年5月1日（1733年6月12日）- 寛政7年7月17日（1795年8月31日））は、江戸時代中期～後期の絵師。
近現代の京都画壇にまでその系統が続く「円山派」の祖であり、写生を重視した画風が特色である。
諸説あるが「足のない幽霊」を描き始めた画家とも言われている。

## 経歴
本姓は藤原、後に源、姓は円山、名は岩次郎、後に主水。夏雲、雪汀、一嘯、仙嶺、僊斎、星聚館、鴨水漁史、攘雲、洛陽仙人と号す。石田幽汀の門人。享保18年（1733年）、丹波国桑田郡穴太（あなお）村（現在の京都府亀岡市曽我部町穴太）に農家の次男として生まれた。穴太は、西国三十三所の札所寺院である穴太寺があることで知られる。少年時代のことはあまり詳しくわかっていないが、遅くとも10代の後半には京へ出て、狩野探幽の流れを引く鶴沢派の画家、石田幽汀の門に入っている。
20代の修行期の頃にはいわゆる「眼鏡絵」の制作に携わっていたことが知られる。この頃、京都四条通柳馬場の尾張屋中島勘兵衛という玩具商に勤めていた。そこでオランダ渡来の眼鏡絵を見て、宝暦9年（1759年）頃、「四条河原遊涼図」、「石山寺図」、「賀茂競馬図」、「円山座敷図」、「三十三間堂図」など京都風景の眼鏡絵を制作した。眼鏡絵とは、風景などを西洋画の遠近法を応用して描き、これを「覗き眼鏡」という凸レンズを嵌めた箱を通して見ると立体的に見えるというものである。応挙が見た眼鏡絵は、45度傾けた鏡に映した絵をレンズを通して眺める。そうすると、遠近が深く感じることが出来る。よって、この原画及び図上の文字は左右反対に描いてあった。作品は木版墨摺りで、手で着色したものであった。画面には小さな孔を開け、薄紙を張って裏から光を当てるという工夫が見られた。

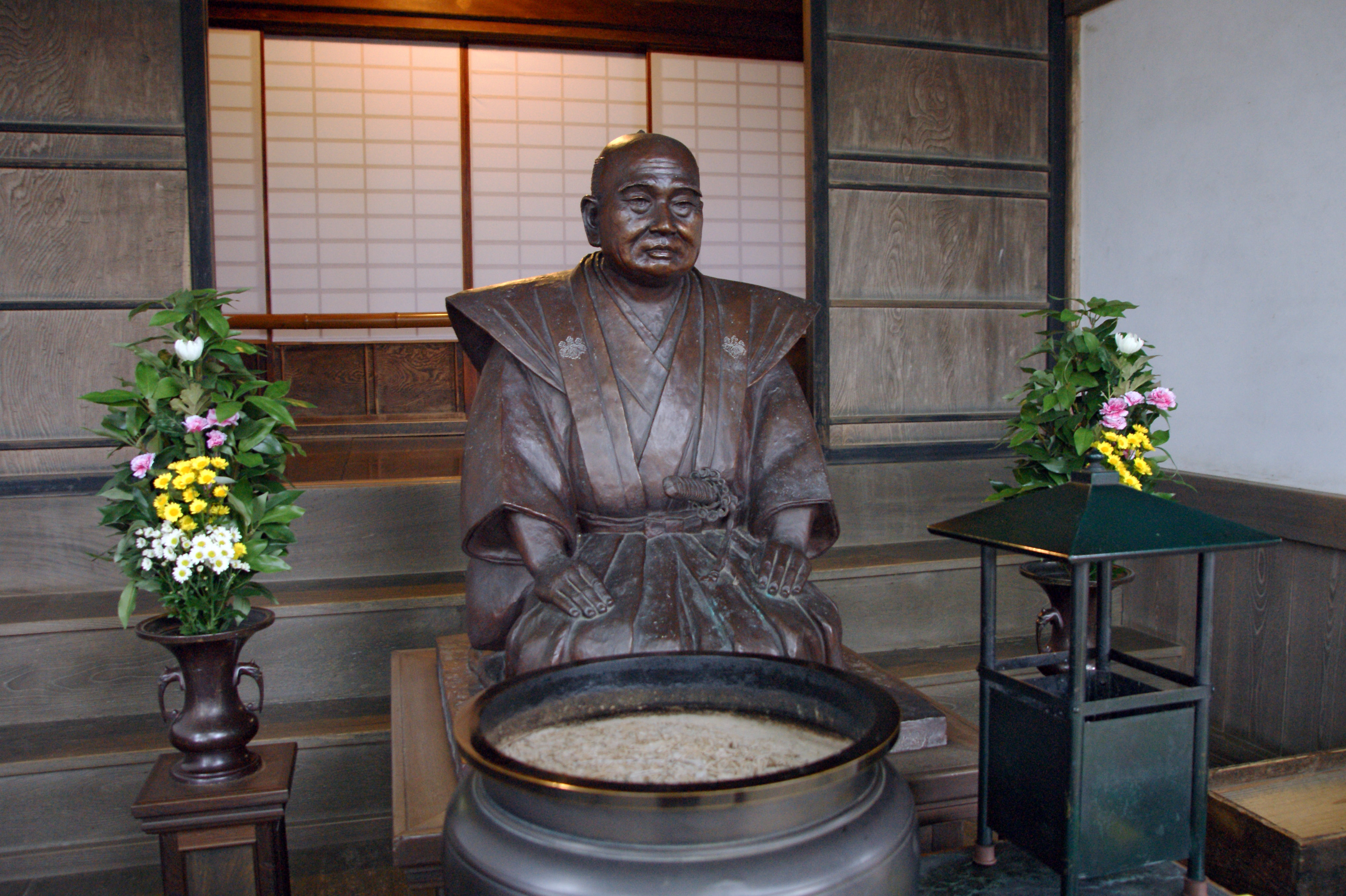
円山応挙像（大乗寺）

明和3年（1766年）から「応挙」を名乗り始める。「応挙」の意は「銭舜挙（中国宋末 - 元初の画家）に応ずる」ということであり、中国の大家に劣らぬ水準の絵を描こうとする意が込められていると思われる。またこの頃から三井寺円満院門主の祐常の知遇を得る。祐常は摂家（公家）の二条家から門跡寺院に出家し、『萬誌』（ばんし）という日常雑事を記録した書物を残しており、その中に応挙の言動が詳細に書き留められており、同時代の貴重な記録となっている。

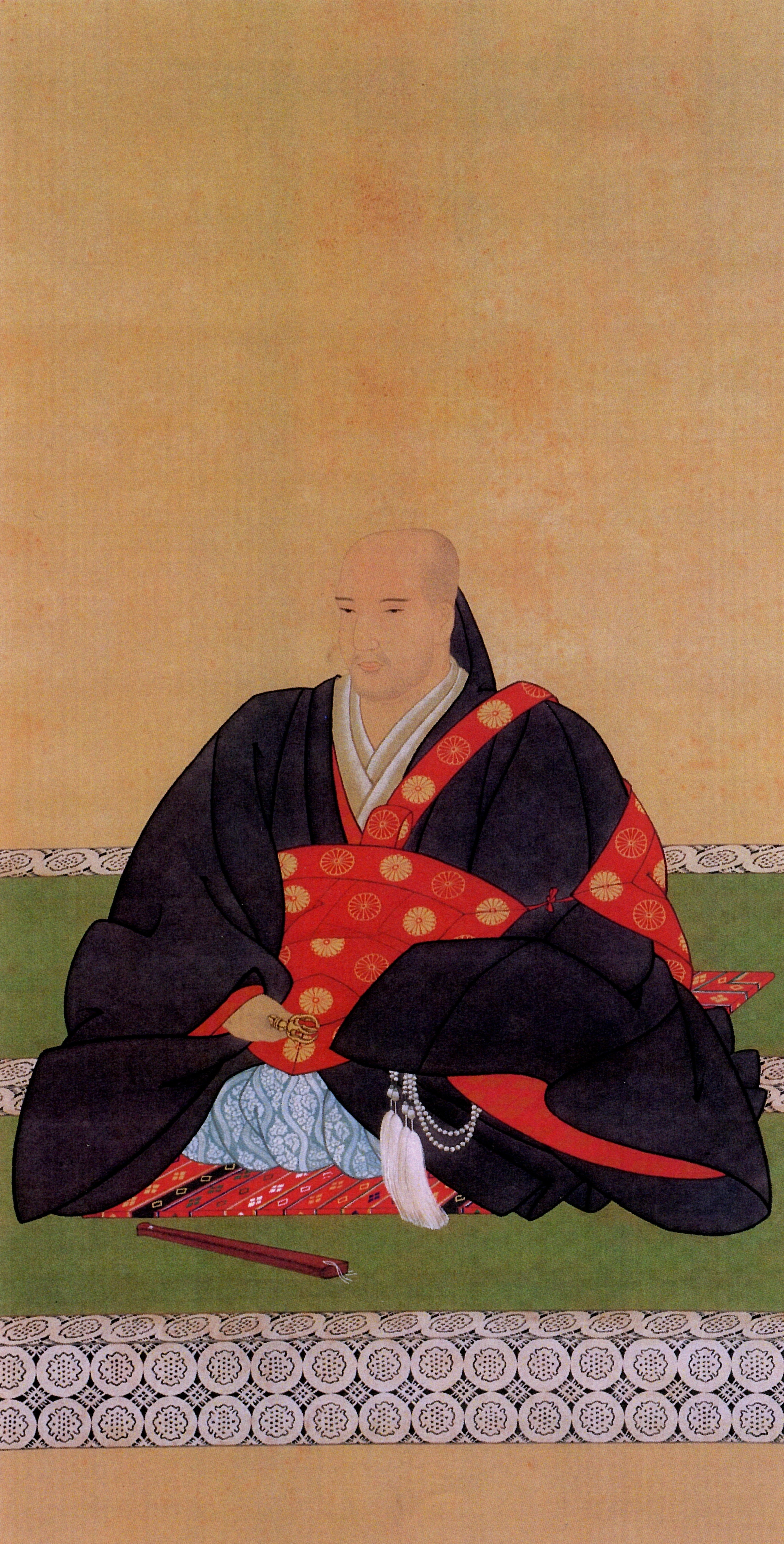
円山応挙のパトロンの一人、妙法院門主の真仁法親王

この祐常や豪商三井家、また妙法院門跡真仁法親王が応挙の主要な支援者（パトロン）であった。代表作の『七難七福図』、『牡丹孔雀図』などは第二次大戦後まで三井寺円満院に伝来したものであり、『雪松図』は三井家に伝来したものである。また、兵庫の大乗寺、郷里穴太の金剛寺の障壁画群も代表作に数えられる。応挙最晩年の作品に属する『見立江口の君図』や『四季遊戯図巻』などは、純然たる意味での肉筆浮世絵とは言えないまでも、浮世絵的雰囲気を持つ作品として、また上方風俗図として挙げることが出来る。
寛政7年、63歳にて死没。法名は円誉無之一居士。墓所は京都市右京区太秦の悟真寺。位牌型墓石の表面に「源応挙墓」と刻む。悟真寺は昭和26年に四条大宮から墓ごと太秦に移転したもので、境内に円山家一族の墓が並ぶ。円山派は長男の応瑞が継いだが、後述の弟子たちの方が有名である。
大本教祖の出口王仁三郎は応挙の家系から出ている。
宅址（四条通堺町東入ル南側）に石標が一本建てられている。また、応挙の百回忌である1894年、京都市東山区に顕彰碑が建立された。

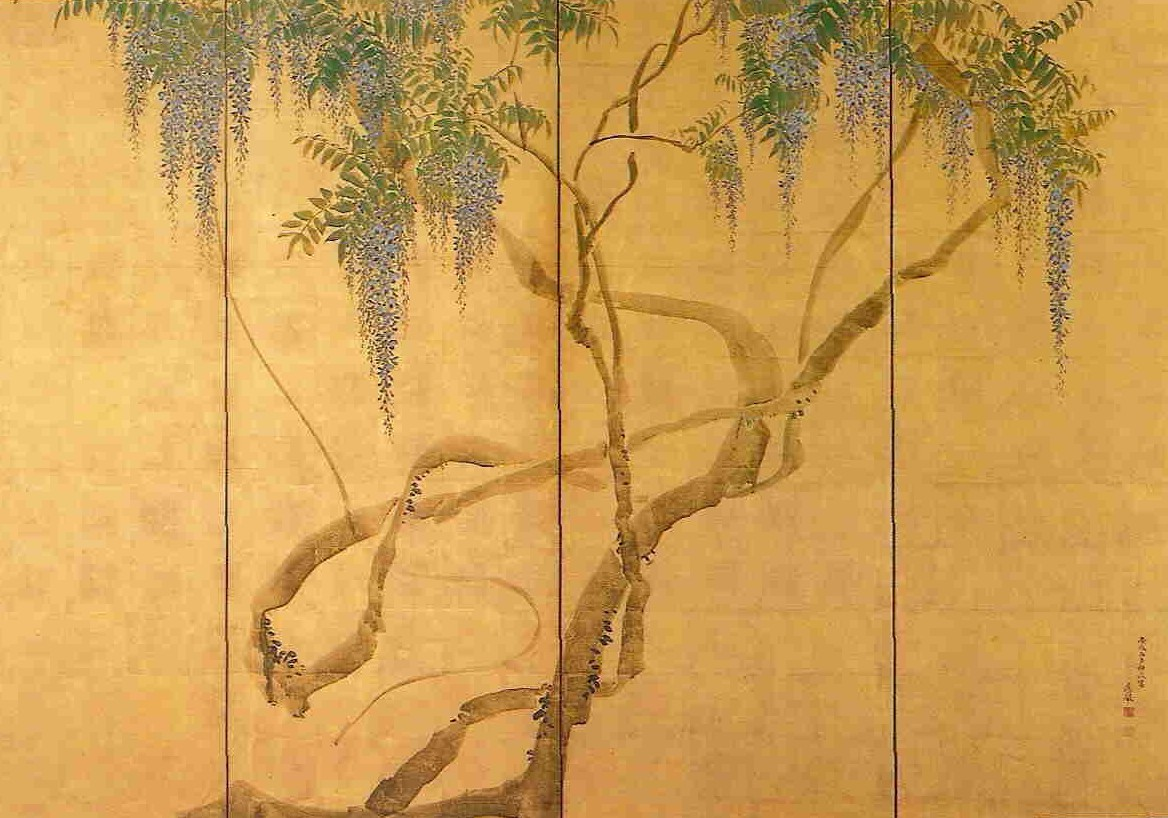
藤花図（六曲一双の部分） 安永5年（1776年）根津美術館

## 画風
応挙の画風上の特色として第一に挙げるべきことは、近世の日本の画家のなかでも際立って「写生」を重視したことである。前述の祐常著『萬誌』によれば、応挙は常に懐中に写生帖を忍ばせ、暇さえあればスケッチに余念がなかったようである。現存する『花鳥写生図巻』（千總蔵、重要文化財）や東京国立博物館蔵の『写生帖』などには動物、昆虫、植物などがさまざまな角度から客観的に描写されている。当時の京では本草学が盛んで、円満院門主祐常が博物図譜の編纂を目論んでいたらしく、応挙が多数の写生図に取り組んだこととの関連を指摘する声もある。応挙画は、こうした写生の技術を基礎としつつも、日本絵画の伝統的な画題を扱い、装飾性豊かな画面を創造しているところが特色である。一例として根津美術館蔵の『藤花図』屏風を見ると、藤の幹や枝は輪郭線を用いず、付立て の技法で大胆に描き出す一方で、藤の花房は写実的かつ繊細に描かれ、全体としては琳派を思わせるような装飾性豊かな大画面をつくり出すことに成功している。卓越した画技と平明で親しみやすい画風から、応挙画は三井家をはじめとする富裕な町人層に好まれた。
大乗寺の襖絵では奥の間の絵と手前の絵の背景となる金箔の銅の配合が異なり、色味を変えて遠近感を出そうとした、一種の空気遠近法をとっているのではないかとする説も出ている。

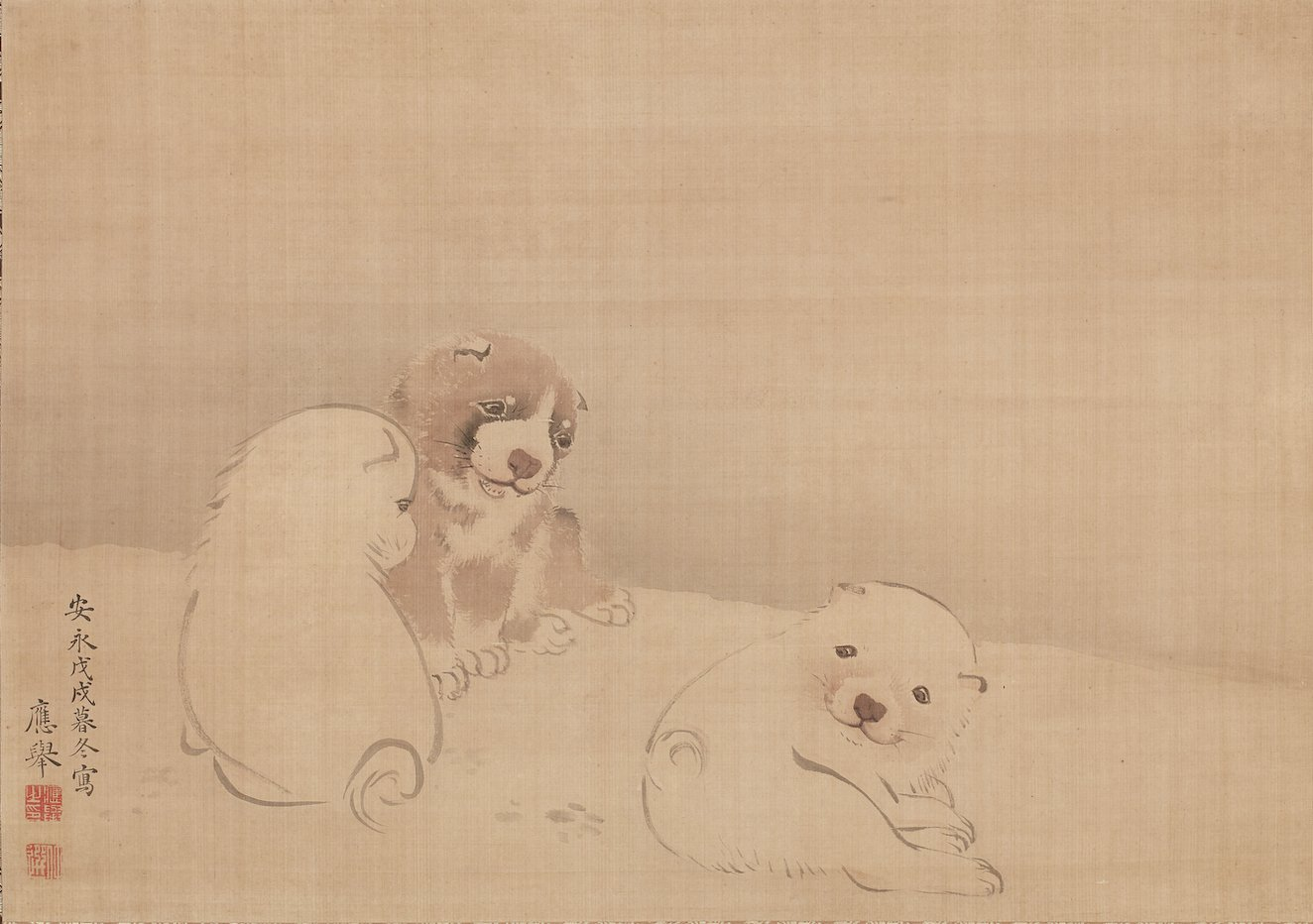
『狗子図』安永7年（1778年）敦賀市立博物館

著名な弟子には呉春や長沢芦雪、森徹山、源琦などがいる。応挙を祖とするこの一派は「円山・四条派」と称され、現代にまでその系譜を引く京都画壇の源流となっている。
| 『雪松図』（国宝）三井記念美術館 |  | 『雪松図』（国宝）三井記念美術館 |
| 『雪松図』（国宝）三井記念美術館 |  |                                  |

## 後世の作品で応挙を取り上げたもの
応挙の絵は大衆に受け入れられたため、大衆娯楽で取り上げられることが多い。また池波正太郎「鬼平犯科帳」では、盗賊の人相書きを四条円山派の絵師・石田竹仙に描かせており、写実的画風で幕府お抱えの狩野派に勝るとも劣らないと劇中で描写されている。
- 落語「応挙の幽霊」- 応挙が描いた幽霊の美人画を元にした落語。応挙を左甚五郎のような神格化された名人として扱っており、「応挙の幽霊の絵は他の絵師とは違う。とても美人だ」「応挙の幽霊は掛け軸から出て来る。左甚五郎の彫った龍が夜な夜な水を飲みに行くのと同じだ」と描写されている[13]。

## 応門十哲
応挙の門人のうち、最も優れた10人をいう。
- 駒井源琦
- 長沢芦雪
- 山跡鶴嶺
- 森徹山
- 吉村孝敬
- 山口素絢
- 奥文鳴
- 月僊
- 西村楠亭
- 渡辺南岳

## 代表作
| 作品名               | 技法                                              | 形状・員数     | 寸法（縦x横cm）                                                 | 所有者                                           | 年代                                     | 落款                                          | 印章                                                     | 文化財指定       | 備考 |
| -------------------- | ------------------------------------------------- | -------------- | --------------------------------------------------------------- | ------------------------------------------------ | ---------------------------------------- | --------------------------------------------- | -------------------------------------------------------- | ---------------- | --- |
| 白鷹図               | 絹本墨画                                          | 1幅            | 50.5x81.4                                                       | 大雲院 (京都市)                                  |                                          | 「圓一嘯」                                    | 「氐印」白文方印・「一嘯」朱文方印                       |                  | 初期作。 |
| 源氏物語図屏風       | 紙本金地著色                                      | 六曲一双       | 161.0x352.0                                                     | 個人                                             |                                          | 「洛陽處士／圓山主水」（左右隻）              | 白文方印・朱文方印（左右隻）                             |                  | 希少な初期の大作。しかし、まだ師・幽汀の影響から抜けきれていない。                                                                               |
| 猛虎図               | 紙本金地著色                                      | 六曲一双       | 175.6x372.2                                                     | 個人                                             |                                          | 「平安圓山主水」（左右隻）                    | 「平安人員氐字仲均」白文方印・「夏雲」朱文方印（左右隻） |                  | 希少な初期の大作。改装時に錯簡があったらしく、古写真と虎の配置が変わっている。                                                                   |
| 山水図               | 紙本墨画                                          | 襖10面         |                                                                 | 園城寺法明院                                     | 1765年（明和2年）頃                      | 「仙嶺」                                      | 「平安人員氐字仲均」白文方印・「僊嶺」白文方印           | 大津市指定文化財 | 応挙と号する直前の作 |
| 淀川両岸図巻         | 絹本著色                                          | 1巻            | 42.0x1690.0                                                     | アルカンシェール美術財団                         | 1765年（明和2年）                        | 無                                            | 無                                                       |                  | 1763年（宝暦13年）に描かれた下絵が付属 |
| 湖山烟靄図           | 紙本墨画淡彩                                      | 1幅            | 159.5x174.3                                                     | 相国寺                                           | 1767年（明和4年）                        | 「明和丁寅夏日寫／平安藤應舉」                |                                                          |                  | |
| 大石良雄図           | 絹本著色                                          | 1幅            | 189.3x133.6                                                     | 百耕資料館                                       | 1767年（明和4年）                        | 「丁寅夏日／應舉寫」                          |                                                          |                  | |
| 七難七福図巻         | 紙本著色                                          | 3巻            | 322x1420.6（天災巻） 31.9x1062.3（人災） 32.2x1209.1（福寿）    | 相国寺承天閣美術館                               | 1768年（明和5年）                        | 「明和五戊子年仲秋圓應舉圖／應舉」            | 「應舉之印」白文方印                                     | 重要文化財       | 滋賀・円満院、萬野美術館旧蔵 |
| 蘭亭曲水図襖・壁貼付 | 紙本墨画淡彩                                      | 9面            | 167.5x68.5（4面） 169.5x93.0（4面） 168.7x137.3                 | 個人                                             | 1768年（明和5年）                        |                                               |                                                          |                  | 元の所在地は不明。 |
| 孔雀牡丹図           | 絹本著色                                          | 1幅            | 131.5x191.3                                                     | 相国寺承天閣美術館                               | 1771年（明和8年）                        | 「辛卯夏日／應舉」                            | 「應舉之印」白文方印                                     | 重要文化財       | 滋賀・円満院、萬野美術館旧蔵 |
| 写生図鑑             | 紙本著色                                          | 2巻            | 31.8x1009.0（甲巻） 44.0x277.0（乙巻）                          | 千總コレクション                                 | 1770年-72年（明和7年～安永元年）         |                                               |                                                          | 重要文化財       | 円山派4代・円山応立旧蔵 |
| 大瀑布図             | 紙本淡彩                                          | 1幅            | 362.8x144.5                                                     | 相国寺                                           | 1772年（安永元年）                       | 「壬辰孟夏寫／應舉」                          | 「應舉之印」白文方印・「仲選」白文方印                   | 重要文化財       | 滋賀・円満院、萬野美術館旧蔵 |
| 竹鶴稚松図屏風       | 紙本金地著色                                      | 六曲一双       | 153.5x357.8（各）                                               | 福岡市美術館                                     | 1772年（安永元年）                       | 「壬辰仲冬寫／應舉」                          |                                                          |                  | |
| 雲龍図屏風           | 紙本淡彩                                          | 六曲一双       | 176.0x365.0（各）                                               | 岐阜・法人                                       | 1773年（安永2年）                        | 「安永癸巳仲夏寫／應舉」（左右隻）            | 「應舉之印」白文方印・「仲選」白文方印（左右隻）         | 重要文化財       | 東寺観智院伝来 |
| 山水図屏風           | 絹本著色                                          | 六曲一双       | 158.5x355.0（各）                                               | 三井文庫（三井記念美術館保管）                   | 1773年（安永2年）                        |                                               |                                                          |                  | |
| 百蝶図               | 絹本著色                                          | 1幅            | 104.4x143.4                                                     | 徳川ミュージアム                                 | 1775年（安永4年）                        | 「安永乙未暮秋寫／應舉」                      | 白文方印2顆                                              |                  | |
| 雨竹風竹図屏風       | 紙本墨画                                          | 六曲一双       | 160.5x354.0（各）                                               | 京都・円光院                                     | 1776年（安永5年）                        | 「安永丙申季夏應舉画於／圓光精舎」            | 「應舉之印」白文方印・「仲選」白文方印（左右隻）         | 重要文化財       | |
| 藤花図屏風           | 紙本金地著色                                      | 六曲一双       | 156.7x359.7（各）                                               | 根津美術館                                       | 1776年（安永5年）                        | 「安永丙申初秋寫／應舉」（左右隻）            | 「應舉之印」白文方印・「仲選」白文方印（左右隻）         | 重要文化財       | |
| 江州日野村落図屏風   | 紙本墨画                                          | 六曲一双       | 154.5x350.4（各）                                               | 三の丸尚蔵館                                     | 1776年（安永5年）                        |                                               |                                                          |                  | |
| 牡丹孔雀図           | 絹本著色                                          | 1幅            | 130.4x98.8                                                      | 三の丸尚蔵館                                     | 1776年（安永5年）                        | 「安永丙申暮秋寫／應舉」                      | 「應舉之印」白文方印・「仲選」白文方印                   |                  | |
| 双鶏図               | 紙本金地著色                                      | 衝立1基        | 114.0x164.0                                                     | 八坂神社                                         | 1776-77年（安永5-6年）                   | 「應舉」                                      | 「應舉之印」「仲選」朱文方印                             |                  | 描かれた鶏のリアルさが京で評判となった応挙の出世作。鶏が中から抜け出すのではと心配され、長らく画面を金網で覆っていたとされ、その釘跡が今も残る。 |
| 華洛四季遊戯図巻     | 絹本著色                                          | 2巻            | 28.2x561.2（下巻）                                              | 徳川美術館                                       | 1777年（安永6年）以前                    |                                               |                                                          | 重要美術品       | |
| 陶淵明図屏風         | 紙本金地著色                                      | 二曲一隻       | 175.0x190.0                                                     | 個人                                             | 1777年（安永6年）                        |                                               |                                                          | 重要美術品       | |
| 富士三保図屏風       | 紙本墨画淡彩                                      | 六曲一双       | 153.8x357.6（各）                                               | 千葉市美術館                                     | 1779年（安永8年）                        |                                               |                                                          |                  | |
| 拡元先生・端淑孺人像 | 絹本著色                                          | 2幅            | 91.8x32.3（拡元先生） 100.1x32.4（端淑孺人像）                  | 東京国立博物館                                   | 1779年（安永8年）                        | 無                                            | 無                                                       |                  | |
| 敲氷煮茗図           | 紙本金地著色                                      | 1幅            | 113.6x166.3                                                     | 大阪天満宮                                       | 1780年（安永9年）                        | 「敲氷煑茗／庚子初春寫應舉」                  | 「應舉之印」白文方印・「仲選氏」朱文方印                 |                  | |
| 嵐山春暁図           | 紙本淡彩                                          | 1幅            | 87.5x126.5                                                      | 逸翁美術館                                       | 1780年（安永9年）                        | 「庚子仲春寫／應舉」                          | 「應舉之印」白文方印・「仲選」白文方印                   |                  | |
| 幽霊図               | 絹本淡彩                                          | 1幅            | 97.8x26.0                                                       | 個人（カリフォルニア大学バークレー校美術館寄託） | 1772-81年（安永年間）                    | 「戯図」                                      | 「應舉之印」白文方印・「仲選」白文方印                   |                  | 数ある伝応挙筆「幽霊図」のなかで、真筆と認められている数少ない作品。他に真筆とされるものに、青森県弘前市久渡寺本がある。                         |
| 群鶴図               | 紙本金地著色                                      | 六曲一双       | 152.0x350.0                                                     | 個人                                             | 1772-81年（安永年間）                    | 「應舉」                                      | 「藤應舉印」白文方印・「仲選氏」朱文方印                 |                  | |
| 深山大澤図屏風       | 紙本淡彩                                          | 六曲一双       | 119.7x256.0（各）                                               | 仁和寺                                           | 40代末から50代前半頃                     | 「應舉寫」（左右隻）                          |                                                          |                  | |
| 源氏四季図屏風       | 紙本金地著色                                      | 六曲一双       | 171.3x364.6（各）                                               | 三の丸尚蔵館                                     | 1781-82年（天明元-2年）頃                | 「源應舉」（各隻）                            | 「應舉之印」白文方印（各隻）                             |                  | |
| 朝顔図・薔薇文鳥図   | 紙本銀地著色（朝顔図） 紙本金地著色（薔薇文鳥図） | 2幅            | 119.4x109.0（各）                                               | 相国寺                                           | 1784年（天明4年）                        |                                               |                                                          |                  | 萬野美術館旧蔵 |
| 明眼院旧蔵障壁画     |                                                   |                |                                                                 | 東京国立博物館                                   | 1784年（天明4年）                        |                                               |                                                          |                  | 元は愛知県海部郡大治町にある明眼院書院の障壁画。現在は東京国立博物館内の応挙館所在。                                                             |
| 神州和尚像           | 絹本著色                                          | 1幅            | 107.9x41.6                                                      | 南禅寺慈氏院                                     | 1785年（天明5年）                        | 無                                            | 「應舉」朱文方印                                         |                  | |
| 竹雀図屏風           | 紙本淡彩                                          | 六曲一双       | 165.5x373.0（各）                                               | 静岡県立美術館                                   | 1785年（天明5年）                        |                                               |                                                          |                  | |
| 草堂寺本堂障壁画     | 紙本墨画                                          | 7面・3幅       | 187.3x92.0（6面） 189.3x173.2 254.0x79.0 255.0x179.0 254.0x79.0 | 草堂寺                                           | 1785年（天明5年）                        | 「應舉画」                                    | 「應舉之印」白文方印・「仲選」白文方印                   | 重要文化財       | |
| 無量寺本堂障壁画     |                                                   |                |                                                                 | 無量寺                                           | 1786年（天明6年）                        | 「天明丙午初冬寫／平安應舉」                  | 「應舉之印」白文方印・「仲選」白文方印                   | 重要文化財       | |
| 秋月雪峡図屏風       | 紙本墨画淡彩                                      | 六曲一双       | 154.6x348.2（各）                                               | 千葉市美術館                                     | 1786年（天明6年）                        |                                               |                                                          |                  | |
| 富士巻狩図屏風       | 紙本金地著色                                      | 六曲一双       | 155.0x361.0（各）                                               | 個人                                             | 1786年（天明6年）                        | 「天明丙午初夏寫／應舉」（左右隻）            |                                                          |                  | |
| 木賊兎図             | 絹本着色                                          | 1幅            | 104.5x42.0                                                      | 静岡県立美術館                                   | 1786年（天明6年）                        | 「丙午仲秋寫／應舉」                          | 「應舉之印」白文方印・「仲選」白文方印                   |                  | |
| 雪松図屏風           | 紙本淡彩                                          | 六曲一双       | 155.7x361.2（各）                                               | 三井文庫（三井記念美術館保管）                   | 1786年（天明6年）頃                      | 「應舉寫」（各隻）                            | 「應舉之印」白文方印・「仲選」白文方印                   | 国宝             | |
| 金刀比羅宮障壁画     |                                                   |                |                                                                 | 金刀比羅宮                                       | 1787年（天明7年）および1794年（寛政6年） |                                               |                                                          | 重要文化財       | 三井家注文。床（とこ）貼付絵の『瀑布図』が有名                                                                                                   |
| 大乗寺障壁画         |                                                   | 165面          |                                                                 | 兵庫・大乗寺                                     | 1787年（天明7年）および1795年（寛政7年） |                                               |                                                          | 重要文化財       | |
| 青楓瀑布図           | 紙本著色                                          | 1幅            | 178.0x91.9                                                      | サントリー美術館                                 | 1787年（天明7年）                        |                                               |                                                          |                  | |
| 四季草花図屏風       | 紙本著色                                          | 六曲一双       | 155.2x559.2                                                     | 袋中菴挿華 山階御流                              | 1787年（天明7年）                        | 「天明丁未孟秋寫／應舉」（左右隻）            |                                                          |                  | |
| 布袋図               | 紙本墨画                                          | 1幅            | 210.0x108.2                                                     | 名古屋市博物館                                   | 1788年（天明8年）                        | 「模古画／天明戊申初冬平安源應舉」            | 「應舉之印」白文方印                                     |                  | 誠拙周樗、松雪渓賛。「模古画」の通り、『集古十種』「名物古画」所載「妙心寺什物梁楷筆布袋図」の模写か。                                           |
| 金剛寺障壁画         |                                                   | 53幅・二曲一双 |                                                                 | 金剛寺 (亀岡市)（東京国立博物館寄託）            | 1788年（天明8年）                        |                                               |                                                          |                  | |
| 波上白骨座禅図       | 紙本墨画淡彩                                      | 1幅            | 132.6x59.0                                                      | 兵庫・大乗寺                                     | 1781-89年（天明年間）                    |                                               |                                                          |                  | |
| 三美人図             | 絹本著色                                          | 1幅            | 92.1x64.9                                                       | 徳願寺                                           | 1781-89年（天明年間）                    | 「平安仲選齋畫」                              | 「應舉之印」白文方印・「仲選」白文方印                   |                  | |
| 唐美人図             | 絹本著色                                          | 1幅            | 122x67.5                                                        | 一橋徳川家蔵                                     |                                          | 「応挙」                                      | 「應舉之印」白文方印・「仲選」白文方印                   |                  | |
| 氷図                 | 紙本墨画                                          | 二曲一隻       | 60.5x182.1                                                      | 大英博物館                                       | 1781-89年（天明年間）                    | 「應舉」                                      | 「應舉」朱文方印                                         |                  | |
| 見立江口の君図       | 絹本著色                                          | 1幅            |                                                                 | 静嘉堂文庫                                       | 1794年（寛政6年）                        |                                               |                                                          |                  | |
| 保津川図屏風         | 紙本淡彩                                          | 八曲一双       | 154.5x483.0（各）                                               | 千總コレクション                                 | 1795年（寛政7年）                        | 「乙卯晩夏寫／應擧」（右隻） 「應擧」（左隻） | 「應舉之印」白文方印（左右隻）                           | 重要文化財       | |
| 竹鶏図               | 紙本金地著色                                      | 襖2面          | 163.5x165.5（各）                                               | 岡山・蓮台寺                                     | 1795年（寛政7年）                        | 無                                            | 無                                                       |                  | 皆川淇園識語 |
| 群獣図屏風           |                                                   | 六曲一双       |                                                                 | 三の丸尚蔵館                                     |                                          |                                               |                                                          |                  | |
| 梅の枝を持つ立美人図 | 絹本著色                                          |                |                                                                 | 城西大学水田美術館                               |                                          |                                               |                                                          |                  | |

## 作品画像
| 秋冬山水図 1784年 クリーブランド美術館 |  | 秋冬山水図 1784年 クリーブランド美術館 |
| 秋冬山水図 1784年 クリーブランド美術館 |  |                                        |

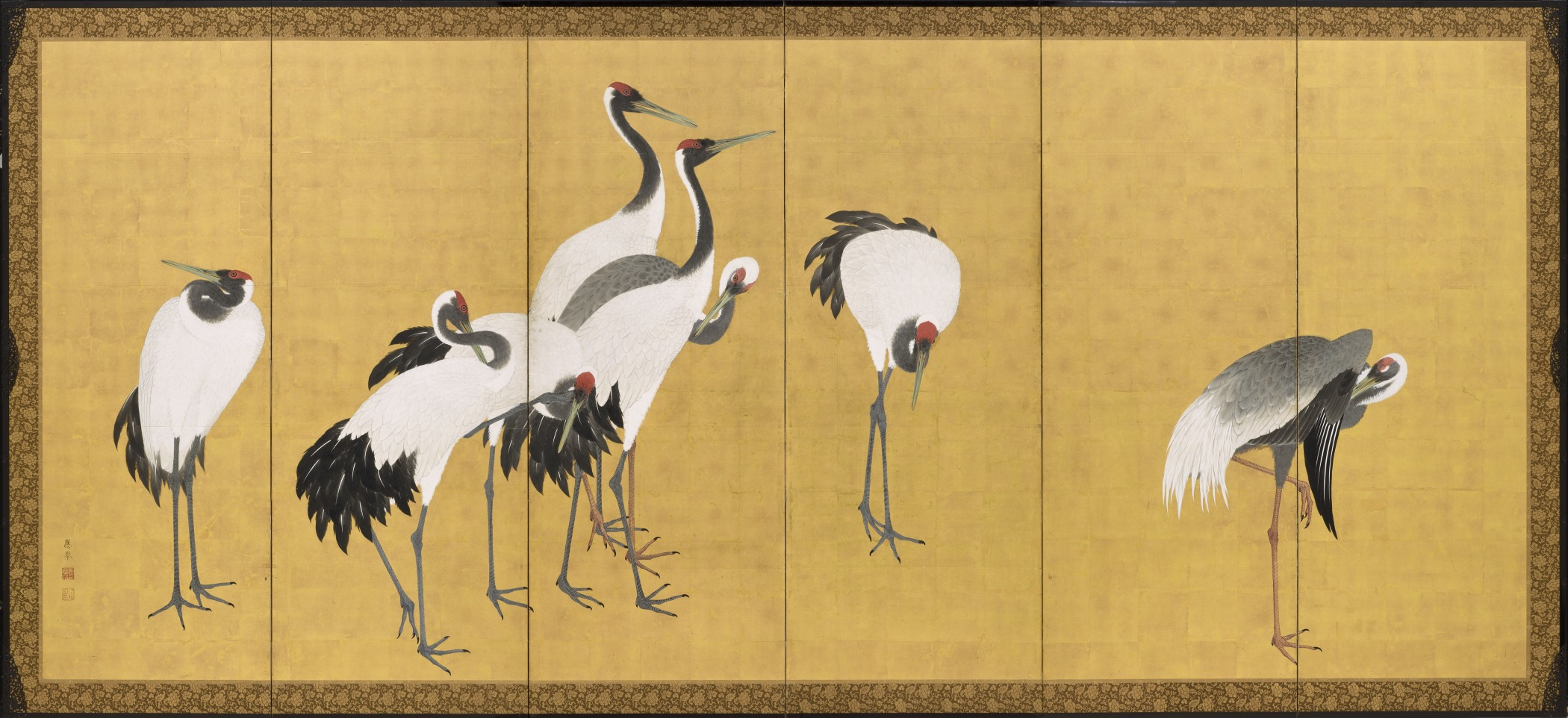
群鶴図（左隻）ロサンゼルス・カウンティ美術館
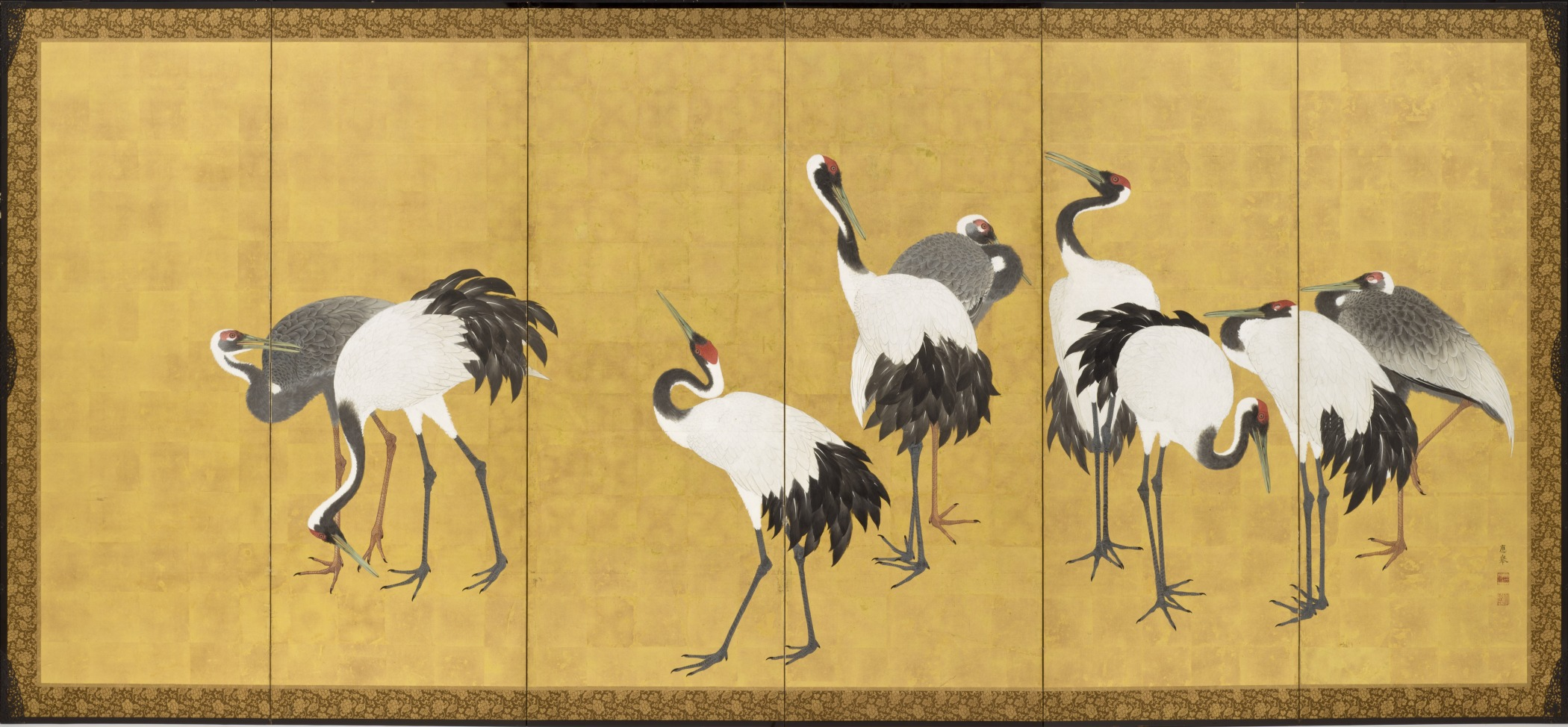
群鶴図（右隻）ロサンゼルス・カウンティ美術館
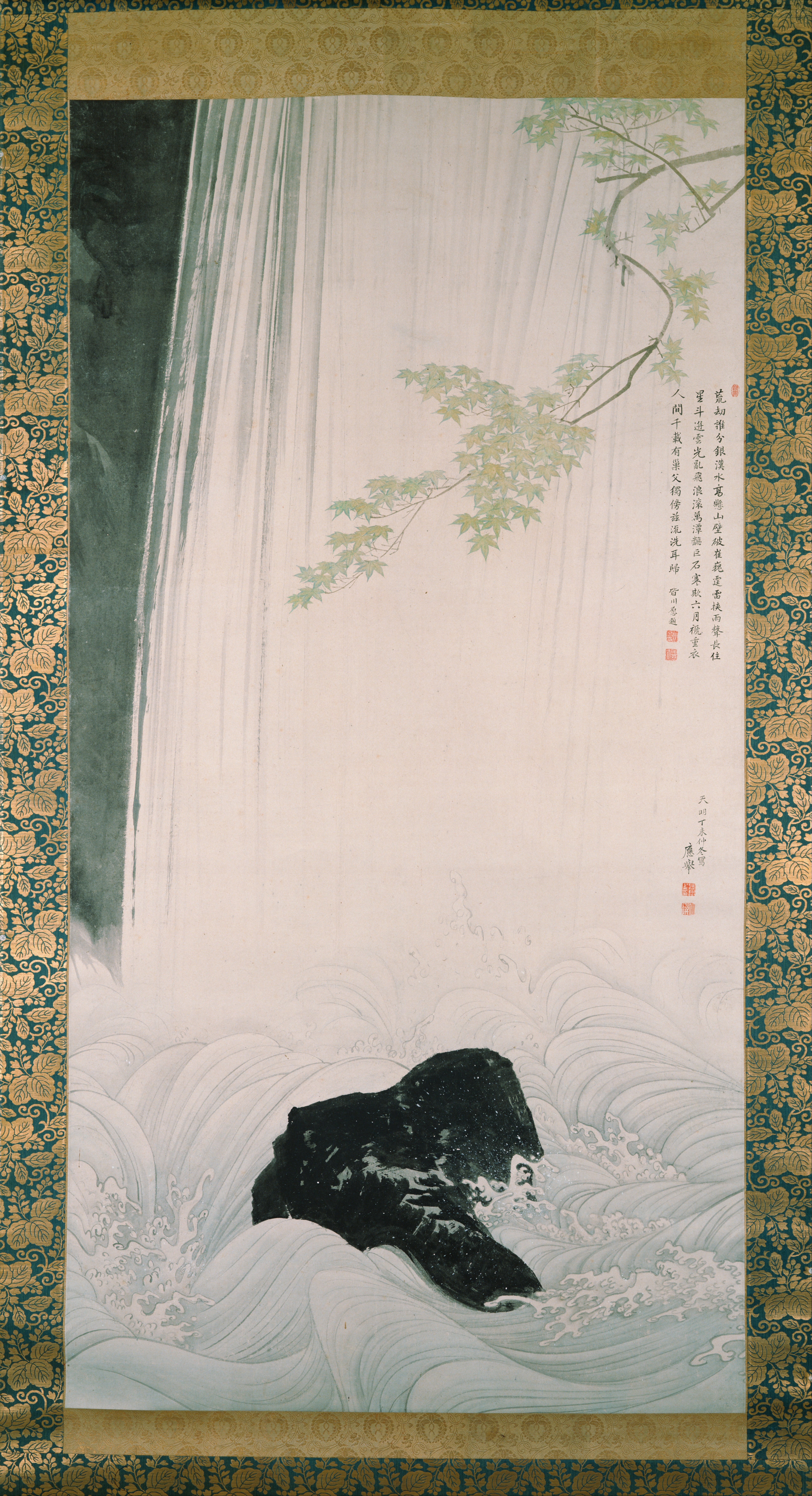
青楓瀑布図天明7年（1787年）サントリー美術館
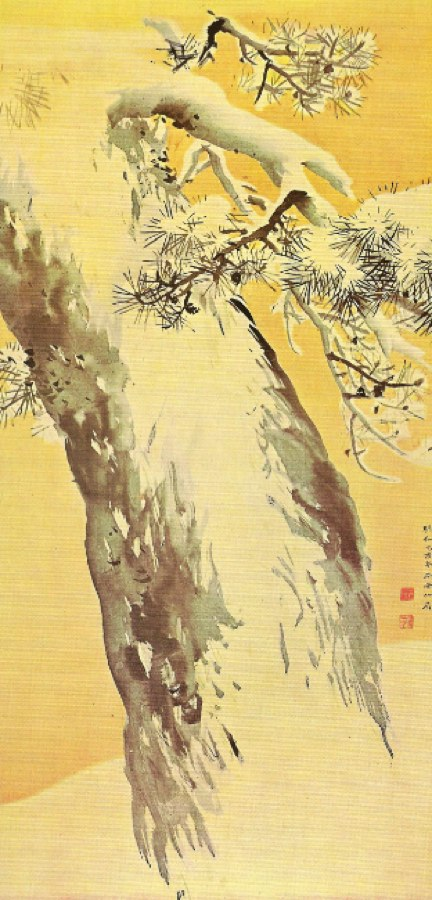
雪中老松図 東京国立博物館
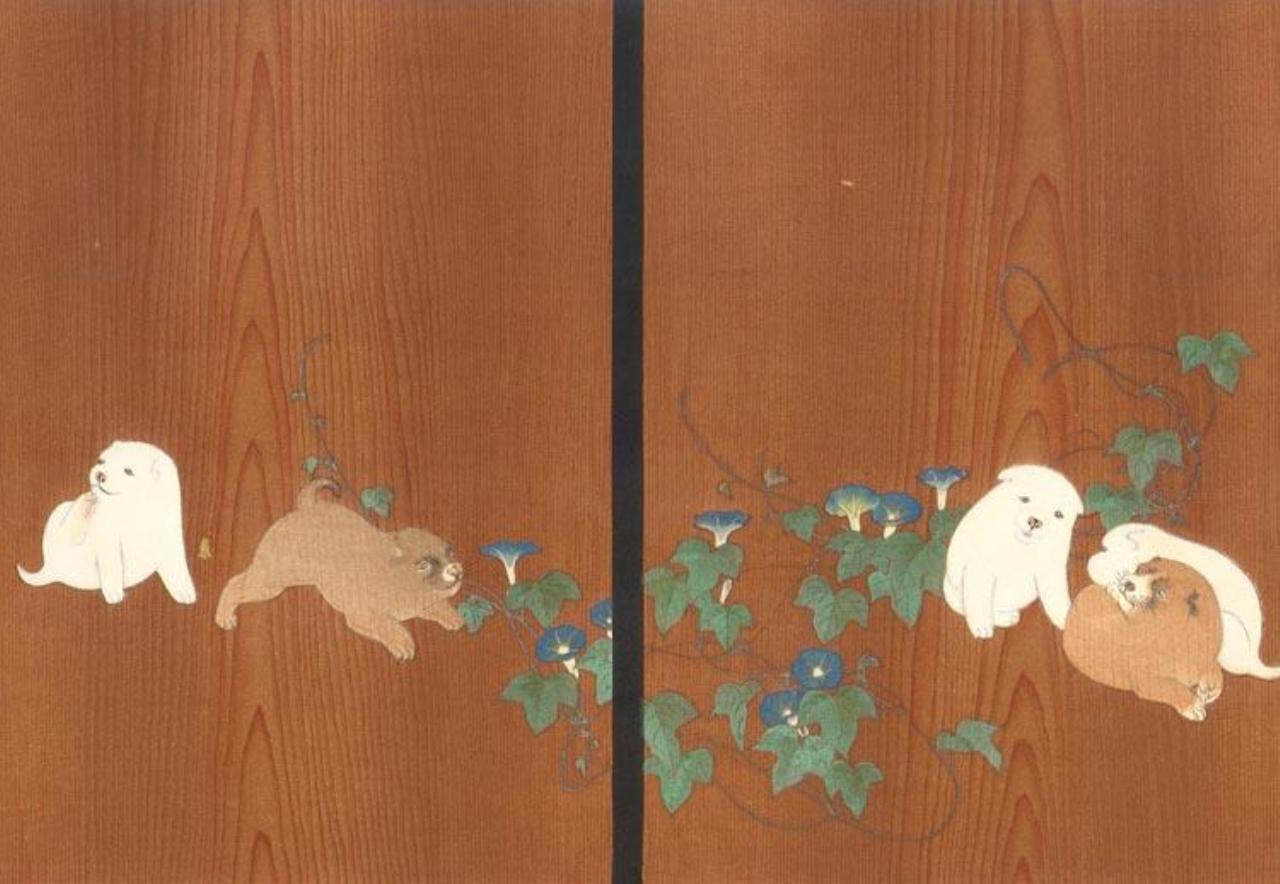
朝顔狗子図杉戸 東京国立博物館応挙館（旧愛知県明眼院書院）
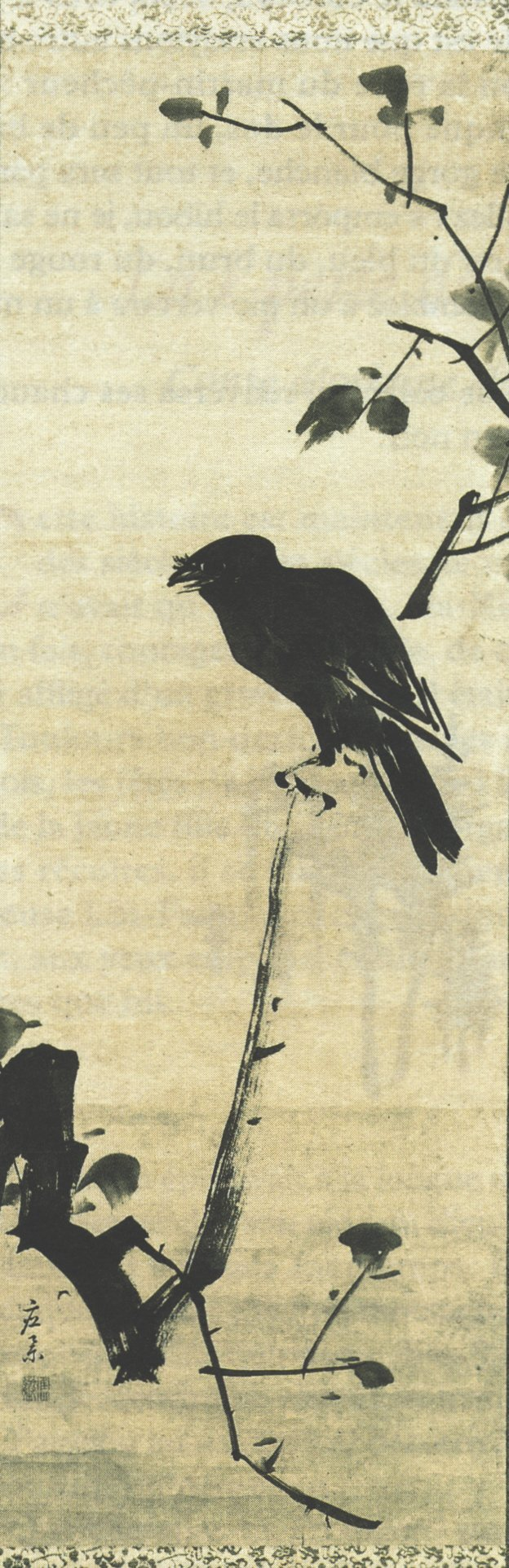
烏図
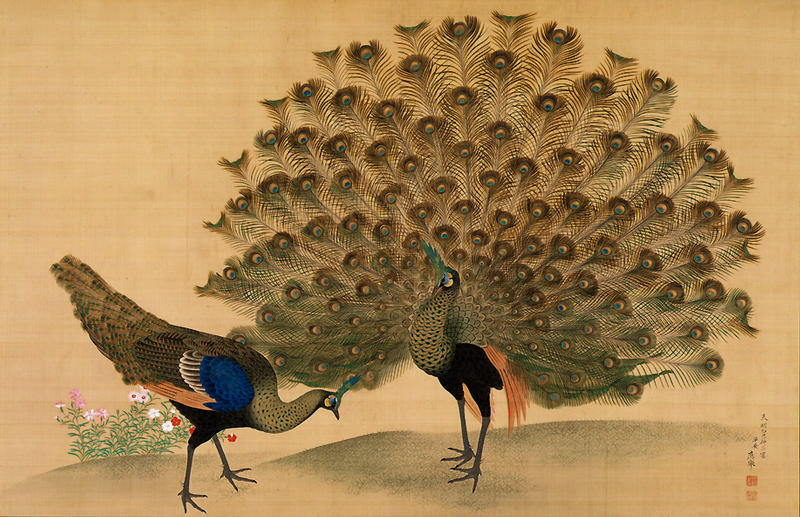
孔雀図
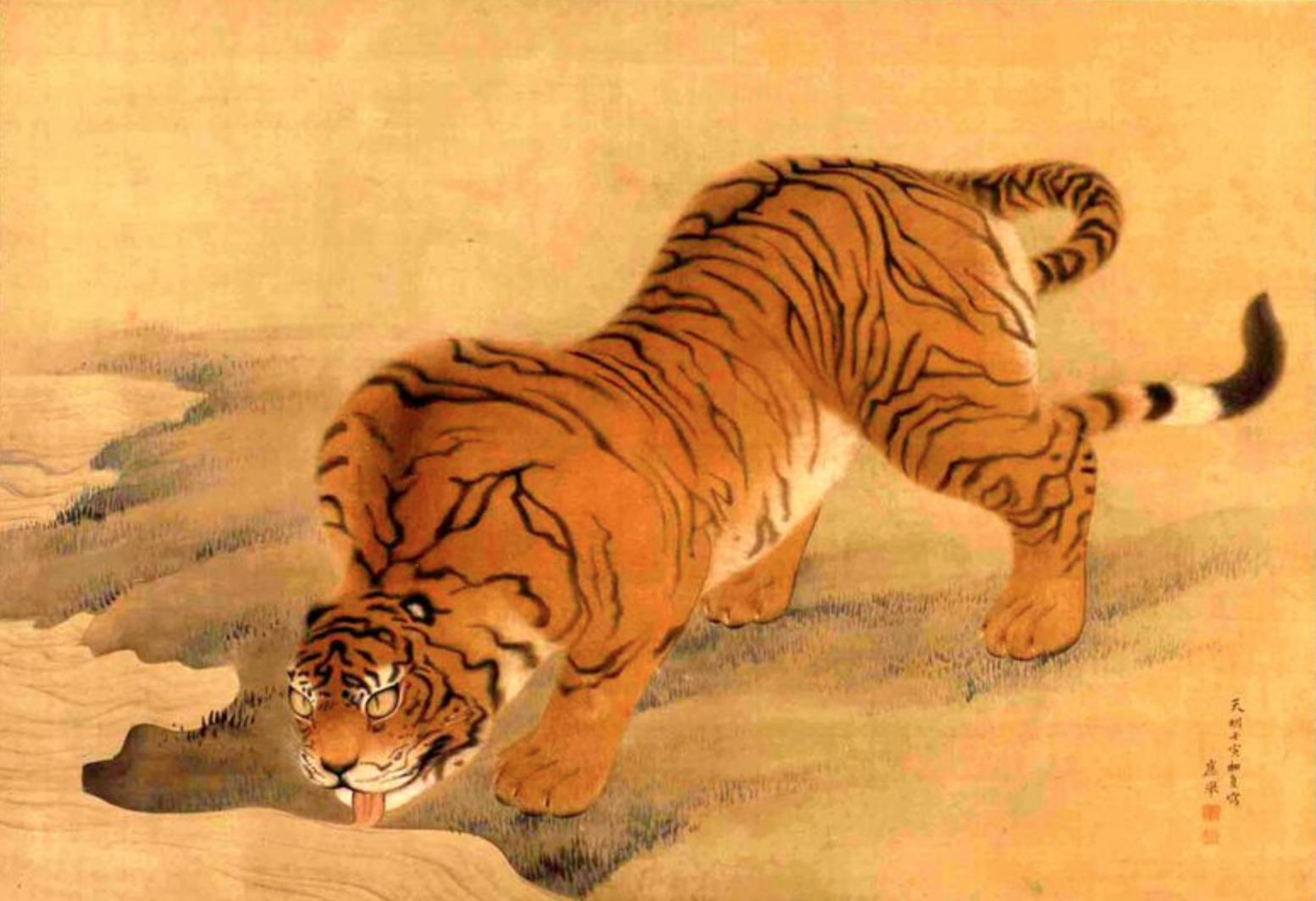
水呑虎図 西宮市大谷記念美術館（兵庫県西宮市）
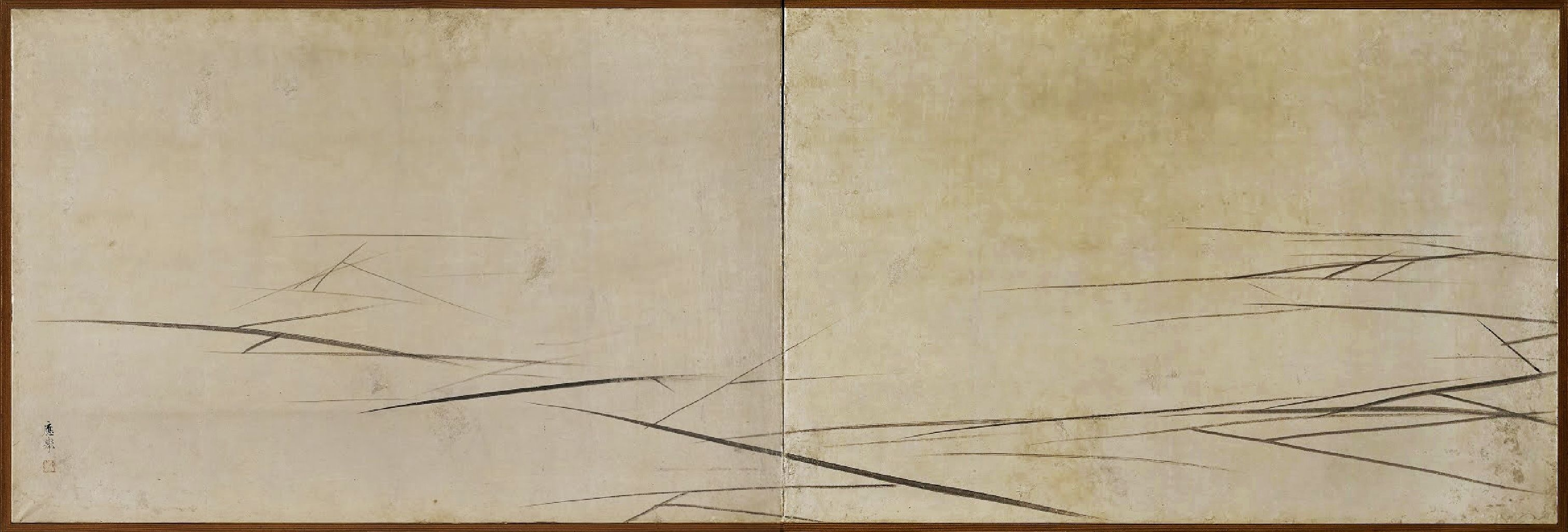
氷図屏風（1780年）大英博物館
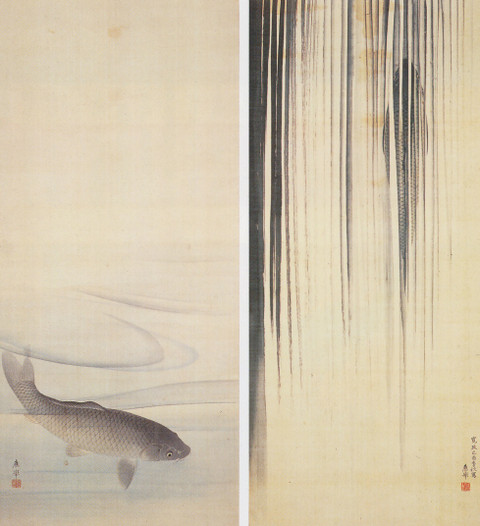
龍門鯉魚図（1789年）大乗寺 (兵庫県香美町)

## 関連文献
- 佐々木丞平解説『応挙 水墨画の巨匠第10巻』（講談社、1995年4月）ISBN 978-4-0625-3930-2
- 佐々木丞平・佐々木正子『円山應拳研究 研究篇・図録篇』（中央公論美術出版、1996年12月）ISBN 978-4-8055-0318-8 研究の集大成の大著
- 佐々木丞平・佐々木正子編著『大乗寺至宝 円山応挙とその一門』（国書刊行会、2003年11月、改訂版2013年）ISBN 978-4-336-05664-1 図録が中心
- 冷泉為人『円山応挙論』（思文閣出版、2017年11月）ISBN 978-4-7842-1907-0
- 『円山応挙　日本絵画の破壊と創造』（金子信久監修、「別冊太陽 日本のこころ」平凡社、2013年）
- 『新潮日本美術文庫 13　円山応挙』（新潮社、1996年）- 以下は各・小著
- 樋口一貴『もっと知りたい円山応挙　生涯と作品』（アート・ビギナーズ・コレクション 東京美術、2013年）
- 岡田秀之『いちからわかる円山応挙』（とんぼの本 新潮社、2019年）
- 落語「応挙の幽霊」収録 - 『古典落語8　怪談・人情ばなし』（落語協会編、ハルキ文庫、2011年）